# Station Schwandorf
Station Schwandorf is een spoorwegstation in de Duitse plaats Schwandorf. Het station werd in 1859 geopend. 